# Ossinowka (Kaliningrad, Gwardeisk)
Ossinowka (russisch Осиновка, deutsch Stampelken) ist ein Ort in der russischen Oblast Kaliningrad. Er gehört zur kommunalen Selbstverwaltungseinheit Stadtkreis Gwardeisk im Rajon Gwardeisk.

## Geographische Lage
Ossinowka im östlichen Samland liegt an der Kommunalstraße 27K-072 von Saretschje (Kaymen/Kaimen) zur Föderalstraße A229 in der Nähe von Borskoje (Schiewenau). Im Ort endet die Kommunalstraße 27K-174 von Slawinsk (Goldbach). Eine Bahnanbindung besteht nicht. Bis 1945 war Pogirmen (Groß Pogirmen, heute nicht mehr existent) die nächste Bahnstation an der Bahnstrecke Tapiau-Possindern(– Königsberg) der Wehlau–Friedländer Kreisbahnen.

## Geschichte
Stampelken wurde 1684 als Schatulldorf gegründet. Im Jahre 1874 wurde der Ort in den neu errichteten Amtsbezirk Groß Fritschienen (russisch: Ostrikowo, nicht mehr existent) eingegliedert, der bis 1945 zum Kreis Wehlau im Regierungsbezirk Königsberg in der preußischen Provinz Ostpreußen gehörte. Zur Gemeinde Stampelken gehörten die Ortschaften Forsthaus Stampelken und Luxhaus (russisch: Serowo), die beide heute nicht mehr existieren. Im Jahre 1910 zählte Stampelken insgesamt 271 Einwohner.
Am 1. Dezember 1928 erfuhr die Landgemeinde Stampelken die Eingliederung des Gutsbezirks Greiben (Forst), der bis dahin einen eigenen Amtsbezirk gebildet hatte. Die Einwohnerzahl Stampelkens betrug 1933 insgesamt 296 und belief sich 1939 noch auf 293.
Als Kriegsfolge wurde Stampelken 1945 mit dem nördlichen Ostpreußen der Sowjetunion zugeordnet. 1947 erhielt der Ort die russische Bezeichnung „Ossinowka“ und wurde gleichzeitig dem Dorfsowjet Slawinski selski Sowet im Rajon Gwardeisk zugeordnet. Von 2005 bis 2014 gehörte Ossinowka zur Landgemeinde Slawinskoje selskoje posselenije und seither zum Stadtkreis Gwardeisk.

## Kirche
Mit seinen überwiegend evangelisch Einwohnern war Stampelken bis 1945 in das Kirchspiel der Kirche Kremitten (heute russisch: Losowoje) eingepfarrt. Es gehörte zum Kirchenkreis Wehlau (Snamensk) in der Kirchenprovinz Ostpreußen der Kirche der Altpreußischen Union. Letzter deutscher Geistlicher war Pfarrer Kurt Storck. Heute liegt Ossinowka im Einzugsbereich der in den 1990er Jahren neu entstandenen evangelisch-lutherischen Gemeinde in Gwardeisk (Tapiau), einer Filialgemeinde der Auferstehungskirche in Kaliningrad (Königsberg) in der Propstei Kaliningrad der Evangelisch-lutherischen Kirche Europäisches Russland.